# عازف على عدة آلات
العازف المتعدد الآلات هو موسيقي يعزف على آلتين موسيقيتين أو أكثر بمستوى احترافي من الكفاءة.
في الموسيقي الشعبية، من الشائع أكثر منه في الموسيقى الكلاسيكية أو موسيقى الجاز أن يتقن فناني الأداء العزف على آلات ليست من نفس العائلة، على سبيل المثال العزف على الجيتار ولوحات المفاتيح. العديد من موسيقى البولوجراس هم عازفون متعددون. تحدد بعض اتحدات أو جمعيات الموسيقين معدل أجور أعلى للموسيقيين الذين يعزفون على آلتين أو أكثر للأداء أو التسجيل.